# Jingjiang
Jingjiang är en stad på häradsnivå som lyder under Taizhous stad på prefekturnivå i Jiangsu-provinsen i östra Kina. Den ligger omkring 13 kilometer söder om provinshuvudstaden Nanjing. 